# تفجر نجمي

تفجر نجمي يحدث في إحدى المجرات القزمة غير المنتظمة. (ناسا).

تفجر نجمي أو منطقة تفجر نجمي في علم الفلك (بالإنجليزية: starburst أوstarburst region) هو تعبير يستخدم لوصف منطقة في الفضاء تكثر فيها نشأة نجوم جديدة . وعلى سبيل المثال ففي تجمع نجمي ناشئ حديثا قد نجد معدل عالي لتكوّن نجوم جديدة في وسطه، ويعتبر ذلك شيئا معتادا للتجمعات النجمية، ولكن إذا نشطت مجرة بأكملها في تكوين نجوم جديدة فإننا نصف هذا المعدل الكبير في تكوّن نجوم جديدة «بتفجر نجمي».
ويُعتقد أن منطقة مثل حوصلة مجرتنا مجرة درب التبانة مسرحا لتفجرات نجمية دورية كل نحو 200 مليون سنة، حيث تولد نجوما كثيرة سريعا ثم تنفجر كمستعرات عظمى وذلك بمعدل يبلغ أكبر 100 مرة عن المعدل العادي. وقد يصاحب التفجر النجمي تولد نفاثتان مجريتان بسبب انهيار المادة نحو مركز المجرة على الثقب الأسود الموجود هناك بسرعات عالية جدا، وتكونا عموديتان عل مستوى قرص المجرة ومتضادتي الاتجاه. وبالنسبة لمجرتنا قيعتقد العلماء أن تفجرات نجمية من هذا النوع تحدث فيها دوريا كل 500 مليون سنة.